# Chondrocidaris
Genre
Chondrocidaris est un genre d'échinodermes (oursins) de la famille des Cidaridae.

## Description et caractéristiques

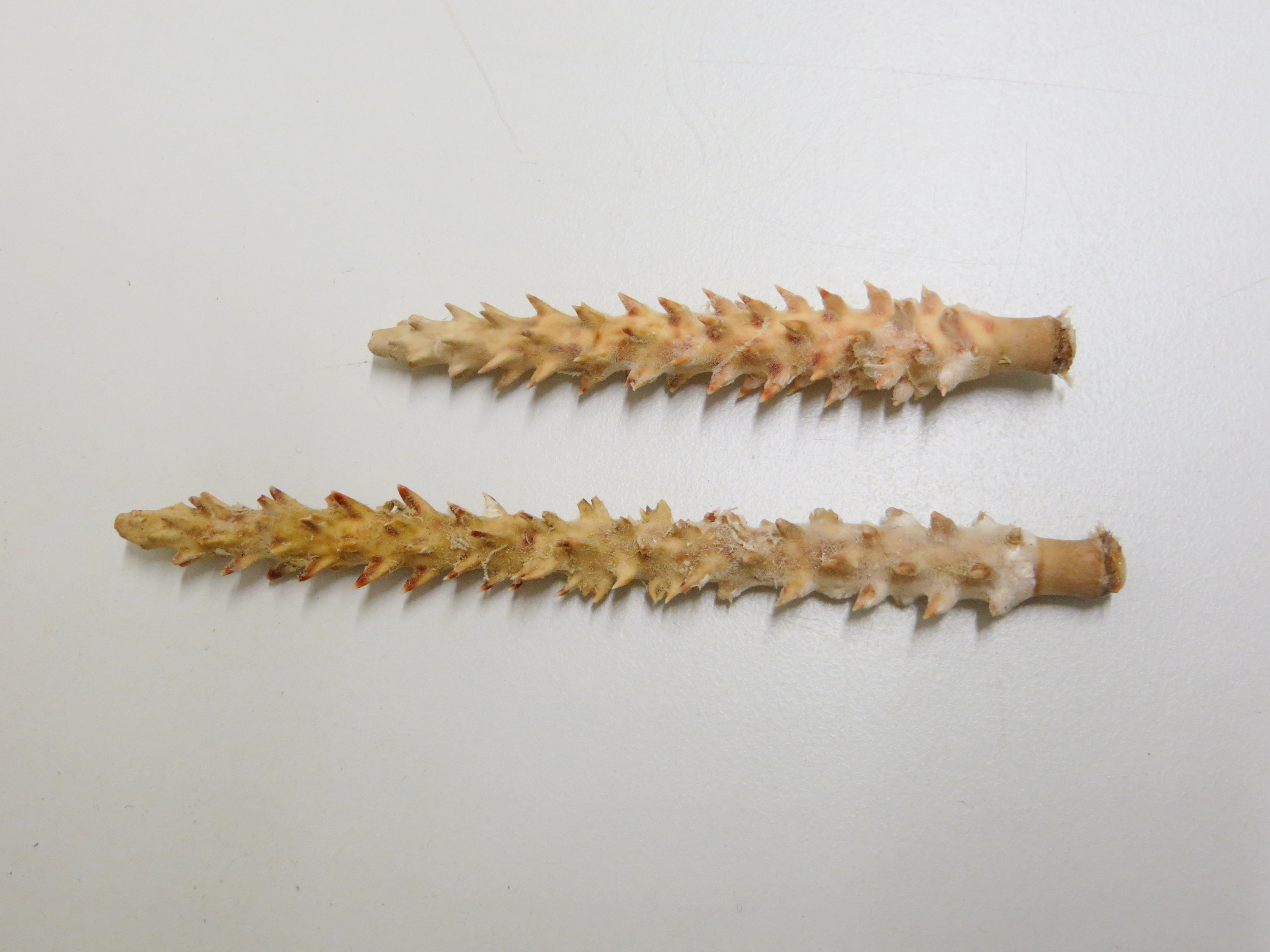
Radioles de Chondrocidaris gigantea.

Ce sont des oursins réguliers. Le test (coquille) est plus ou moins sphérique, protégé par des radioles (piquants), l'ensemble suivant une symétrie pentaradiaire (centrale d'ordre 5) reliant la bouche (péristome) située au centre de la face orale (inférieure) à l'anus (périprocte) situé à l'apex aboral (pôle supérieur).
Ce genre se caractérise par certaines spécificités : les radioles sont extrêmement robustes, avec un col lisse et allongé (jusqu'à 1 cm), et un corps barbelé de multiples piquants secondaires grossiers mais presque pointus ou allongés en lames, surtout vers la pointe. Ces piquants sont en fait des sortes de poils soudés, parfois visiblles en tant que tels sur les jeunes radioles. Les deux espèces se distinguent notamment par la longueur de ces radioles, longues chez C. gigantea et courtes et trapues chez C. brevispina (en forme de framboises). 
Le test mesure jusqu'à 6 cm de diamètre, il est relativement épais et comprimé, avec un disque apical étendu (presque la moitié du diamètre du test, comme le péristome), dicyclique, avec des plaques génitales très granulées. Les interambulacres peuvent être formés de jusqu'à dix plaques par série, avec des tubercules primaires perforés et non crénulés. Les ambulacres sont légèrement sinueux, la zone de pores formant une tranchée, avec des paires de pores subconjuguées et rapprochées, séparées par une ligne d'un ou deux tubercules secondaires.
Les radioles primaires sont robustes, avec un col assez allongé. Elles sont ornées de grosses épines irrégulières en forme de lames, qui tendent à former des lignes longitudinales distalement. Les radioles secondaires extrascrobiculaires sont petites et forment un tapis d'écailles pâles.
Ce genre semble être apparu au Miocène, et se rencontre dans l'océan Pacifique tropical, notamment dans la région océanienne (dont, pour la France, la Nouvelle-Calédonie).

## Liste d'espèces
Selon World Register of Marine Species (4 février 2014) :
- Chondrocidaris brevispina H.L. Clark, 1925
- Chondrocidaris gigantea A. Agassiz, 1863

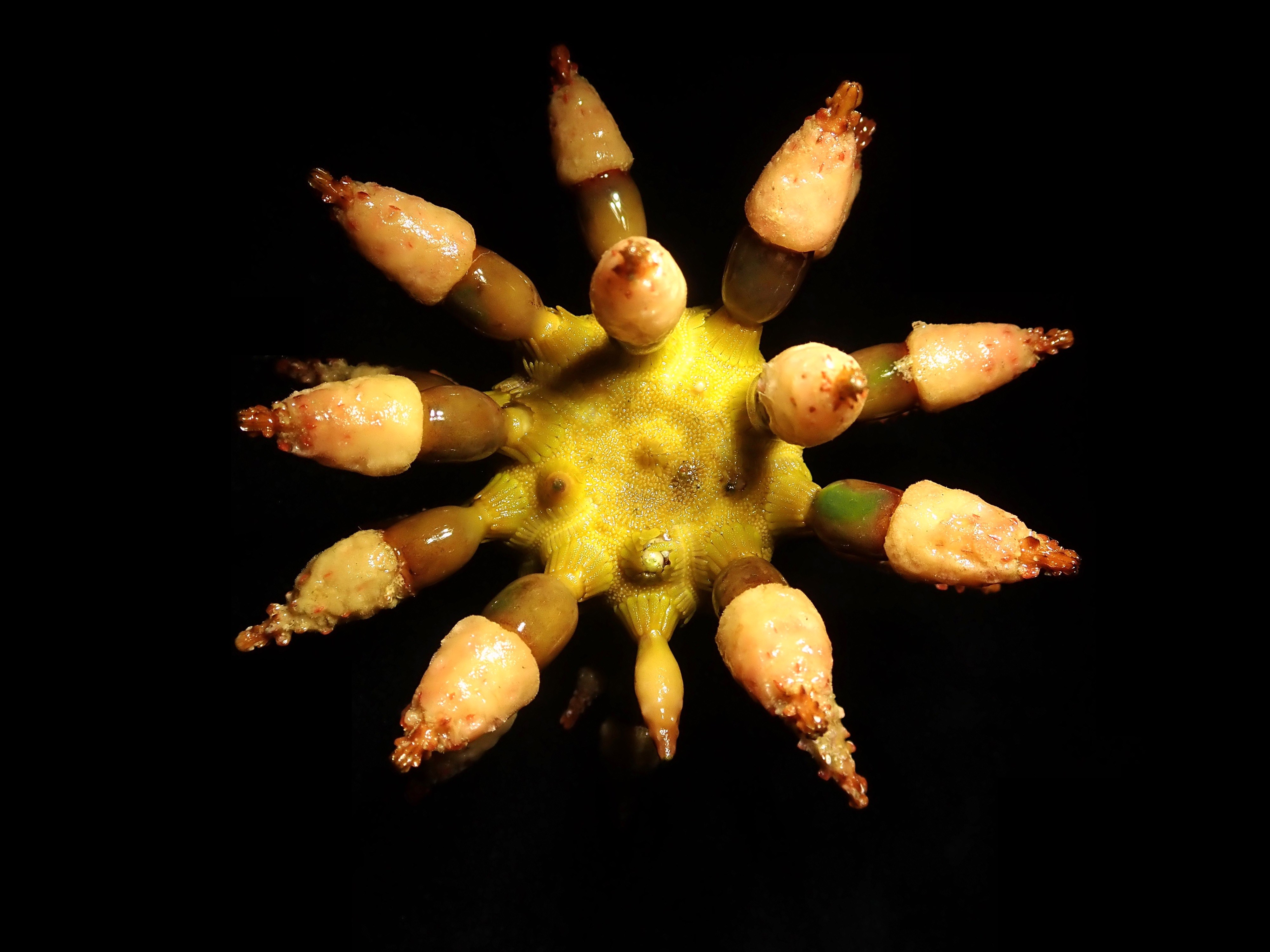
Chondrocidaris brevispina
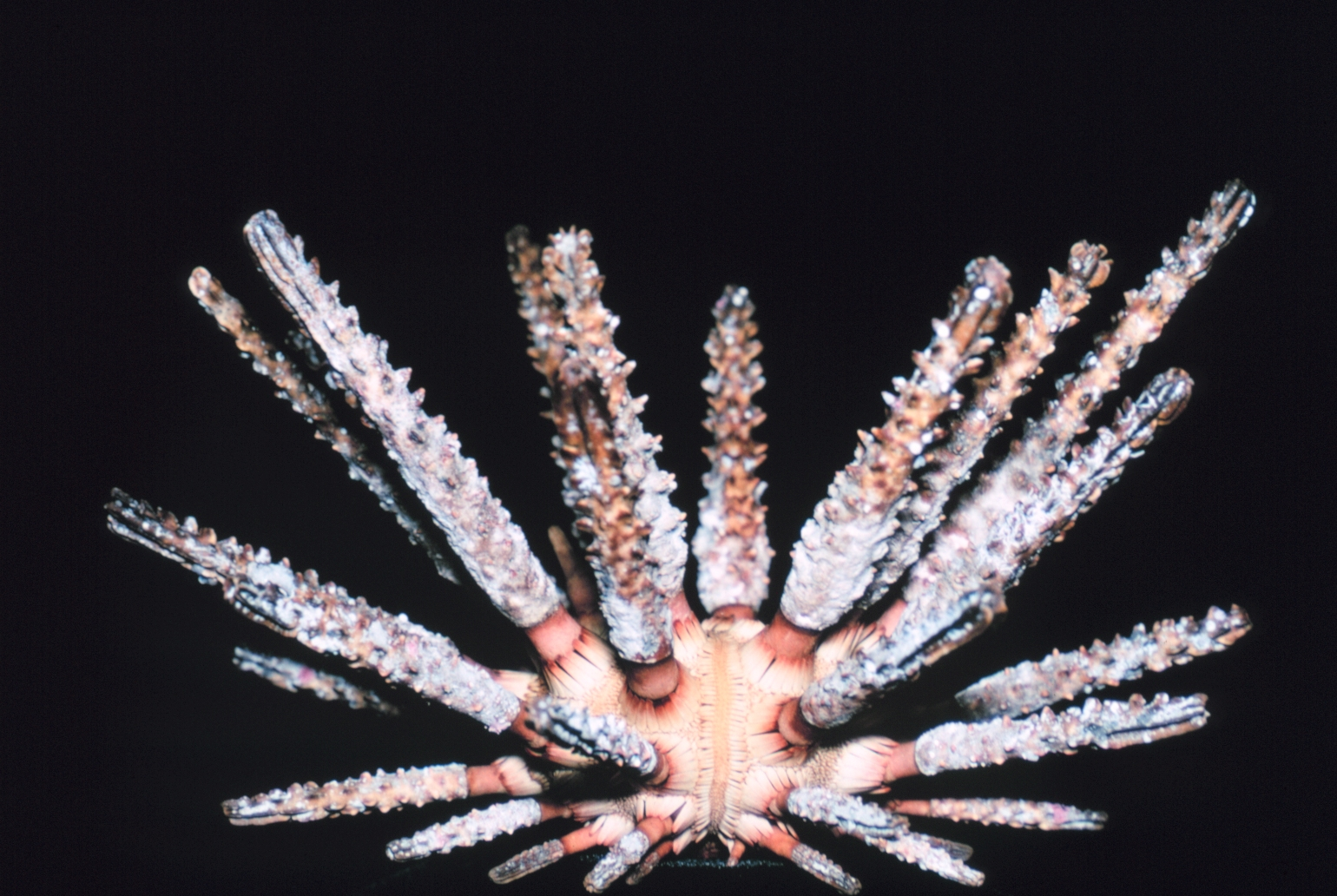
Chondrocidaris gigantea

Et espèces fossiles selon l'Echinoid Directory : 
- Chondrocidaris clarkii Chapman & Cudmore, 1934 †
- Chondrocidaris  compta (Philip, 1964) †
- Chondrocidaris marianica Nisiyama, 1966 †
- Chondrocidaris problepteryx H. L. Clark, 1945 †